# 彼得·德鲁克
彼得·斐迪南·杜拉克（德語：Peter Ferdinand Drucker；1909年11月19日—2005年11月11日）是一位奧地利出生的作家、管理顧問、以及大學教授，他專注於寫作有關管理学範疇的文章，「知識工作者」一詞經由杜拉克的作品變得廣為人知。他催生了管理這個學門，他同時預測知識經濟時代的到來。他被某些人譽為「现代管理学之父」。

## 簡歷
- 1909年奥地利维也纳出於知識分子家庭，父親是奧地利哈布斯堡王朝官員、母親是醫生，在奧地利及英國完成教育。
- 1929年起，歷任報社的海外通訊記者。
- 1931年，获法兰克福大学國際公法博士。
- 1937年四月，杜拉克夫婦前往美國。
- 1941年任本寧頓學院教書。
- 1950年任紐約大學管理學教授，後轉往克萊蒙特研究大學教書退休。
- 彼得·德鲁克一直為歷屆美國總統擔任顧問。
- 彼得·德鲁克著作被譯為二十餘種語言，總銷售量超過六百萬本。
- 2002年獲頒總統自由勳章，這是美國平民所能得到的最高榮譽。
- 2005年11月11日，他在加州克莱蒙特家中逝世，享壽96歲。

## 學術成就
由於彼得·杜拉克在管理學上的成就，被某些人尊稱為「現代管理學之父」，並且被保守派財經刊物推舉為「當代最不朽的管理思想大師」。但杜拉克的看法缺乏現代商學院學術論文的統計驗證要求。
- 英特爾總裁安迪·葛洛夫說：「彼得·杜拉克是一盞指引我們的明燈，他的著作讓我們走出迷霧找到方向。」
- 美國《商業週刊》稱讚他為：「當代不朽的管理思想大師」
- 《華爾街日報》：「杜拉克是企業管理的導師」
- 《經濟學人》：「大師中的大師」

### 基本主張
下列是杜拉克的寫作中多個經常提到的觀點：
- 對各種宏观经济学理論持懷疑態度。杜拉克爭論，沒有任何一個經濟學派的理論，能夠有效解釋現代經濟結構中的主要層面。
- 將一切事物化繁為簡的強烈慾望。根據杜拉克的說法，公司傾向生產過多的商品、僱用多餘的員工（相對而言外包是較佳的方案）、和錯誤的投資。
- 提出他所謂「政府的病態」。杜拉克提出一個表面上非意識形態的主張：政府無法、也沒有意願提供人民需要、或想要的創新服務，儘管他似乎相信這並不是民主體制中必然發生的情況。
- 對「計劃性遺棄」的需求。企業和政府有一種人類的自然傾向：無視於明顯不再適用的事實，而對昨日的成功依舊念念不忘。
- 對「科学管理之父」泰勒長期地推崇，雖然杜拉克將他的職業生涯用於研究管理工作，而非分析藍領階級。他讚揚泰勒是第一位提出工作可以被切割、分析、再改進，這項重要觀念的人，然而將工作細分再組裝的裝配線觀念在古代中國和歐洲皆有。
- 對社群意識的需求。杜拉克早期提倡「經濟人的末日」，主張個人對社群的需求可以在一個被創造出來的「植物群落」中滿足。稍後他承認植物群落的概念從來也沒有實現，並在1980年代暗示非營利組織內的志願者可能是社群的關鍵。杜拉克想用非營利組織代替政府的社會救助福利單位，然而沒有獲利績效可評估，也無政府公家機構內部監督的非營利組織比企業更容易用一些行銷管理的說辭來掩飾沒達成任務的失敗，有些非營利組織則只是富豪逃稅移轉財產用的機構。
- 目標管理：杜拉克流傳最廣的管理概念，目標管理是給定員工一個明確目標，而主管不需經常介入員工的工作，讓員工工作時有較多的自主性，之後再以達成目標與否做考核。這個被稱為目標管理的概念首先在杜拉克的《管理實務》一書中提出。
- 顧客導向：一個公司的主要責任是提供商品或服務給他的顧客。獲利並不是公司的目標，但卻是永續經營的必要條件!其他諸如對職員和社會的責任，則是為了能夠繼續執行公司的主要責任。

### 重要书摘
- 少数领导者决定一个社会的结构，而不是大多数人。——《企業的概念》
- 公司中真正重要的不是个体的成员，而是成员之间的管辖和责任关系。——《企業的概念》
- 市场是由企业家创造的。企业家必须设法满足顾客的需求，而在它们满足顾客的需求之前，顾客也许感觉到那种需求，但是，在企业家采取行动满足这些需求之后，这些需求才真的存在，市场也才真的诞生，否则之前的需求只是理论上的需求。顾客可能根本没有觉察到这样的需求，也可能在企业家采取行动——通过广告、推销或发明新东西，创造需求之前，需求根本不存在。每一次都是企业的行动创造了顾客。——《管理实践》
- 企业无法持续成长壮大，反而每况愈下、濒临破产的最主要原因是，当企业老板不应该做决策的时候，却仍然紧握着决策权不放。企业应该尽可能将决策权放到最低层级，越接近行动的现场越好。——《管理实践》
- 我们之所以不容易忘掉所学，以至于无法快速学习新事物，主要因素是经验，而非年龄。要克服这一问题，唯一的办法就是学习如何忘掉所学，因此必须通过知识的获得来学习，而不是只靠经验来学习。——《管理实践》
- 企业不是使利润最大化，而是获得足够的利润来应付经济活动上的各种风险，从而防止亏损。——《管理：使命、責任、實務》
- 管理是一项工作，但它本身并不是一种全职工作。在设计一项管理职务时，要把“管理”和“工作”即一个人的特殊职能与本身职务结合起来。一般说来，管理人员应该既是一个管理人员，又是一位专业人员。——《管理：使命、責任、實務》
- 有效的管理者坚持把重要的事放在前面做，每次只做好一件事。——《卓有成效的管理者》
- 有效的管理者打算做一项新的业务，必须先删除一项原有的业务。——《卓有成效的管理者》
- 有效的管理者与其他人最大的区别，就是他们非常珍惜自己的时间。——《卓有成效的管理者》
- 当今企业间的竞争不是产品间的竞争，而是商业模式之间的竞争。——《德鲁克日志》

## 主要著作

彼得·杜拉克的幾本著作

- 《經濟人的末日》（The End of Economic Man），1939年
- 《工業人的未來》（The Future of Industrial Man），1942年
- 《企業的概念》（Concept of the Corporation），1946年
- 《新社會》（The New Society），1950年
- 《管理實踐》（The Practice of Management），1954年
- 《美國的下一個20年》（America's Next Twenty Years），1957
- 《明日的里程碑》（Landmarks of Tomorrow），1959年
- 《成效管理》（Managing for Results），1964年
- 《卓有成效的管理者》（The Effective Executive），1966年
- 《不連續的時代》（The Age of Discontinuity），1969年
- 《技術、管理與社會》（Technology， Management and Society），1970年
- 《人、思想與社會》（Men， Ideas and Politics），1971年
- 《管理：使命、責任、實務》（Management: Tasks, Responsibilities, Practices），1973年
- 《看不見的革命》（The Unseen Revolution），1976年(1996年以《退休基金革命》（The Pension Fund Revolution）重版)
- 《人與績效：德魯克論管理精華》（People and Performance: The Best of Peter Drucker on Management），1977年
- 《管理導論》（An Introductory View of Management），1977年
- 《旁觀者：管理大師杜拉克回憶錄》（Adventures of a Bystander），1979年
- 《毛筆之歌：日本繪畫》（Song of the Brush: Japanese Painting from the Sanso Collection），1979年
- 《動盪時代中的管理》（Managing in Turbulent Times），1980年
- 《邁向經濟新紀元及其他論文》（Toward the Next Economics and Other Essays），1981年
- 《變動中的管理界》（The Changing World of the Executive），1982年
- 《最後可能出現的世界》（小說，The Last of All Possible Worlds），1982年
- 《行善的誘惑》（小說，The Temptation to Do Good），1984年
- 《創新與創業精神》（Innovation and Entrepreneurship），1985年
- 《新現實：政府與政治、經濟與企業、社會與世界》（The New Realities: in Government and Politics， in Economics and Business， in Society and World View），1989年
- 《非營利組織的管理：原理與實踐》（Managing the Nonprofit Organization: Principles and Practices），1990年
- 《管理未來》（Managing for the Future），1992年
- 《生態遠景》（The Ecological Vision），1993年
- 《後資本主義社會》（Post-Capitalist Society），1993年
- 《巨變時代的管理》（Managing in a Time of Great Change），1995年
- 《杜拉克看亞洲：德魯克與中內的對話》（Drucker on Asia: A Dialogue between Peter Drucker and Isao Nakauchi），1997年
- 《德魯克論管理》（Peter Drucker on the Profession of Management），1998年
- 《21世纪的管理挑戰》（Management Challenge for 21st Century），1999年
- 《德魯克精華》（The Essential Drucker），2001年
- 《下一個社會的管理》（Managing in the Next Society），2002年
- 《功能社會》（A Functioning Society），2002年
- 《德魯克日誌》（The Daily Drucker），2004年
- 《卓有成效管理者的實踐》（The Effective Executive in Action），2006年

## 另見
- 《每日遇見杜拉克》（世紀管理大師366篇智慧精選），杜拉克親自定義「這是一本行動書」。作者馬齊里洛教授是杜拉克的老友，此書取材自杜拉克三十多本主要著作。[1]
- 《如果高校棒球女子經理讀了彼得·杜拉克》（女子マネージャーがドラッカーの『マネジメント』を読んだ）：日本作家岩崎夏海的小說，將《管理學》的理论用於高中社團的經營，2011年改編為動畫在NHK綜合台播出。